# Sociedad Química y Minera de Chile
Sociedad Química y Minera de Chile (SQM) is een beursgenoteerd chemisch bedrijf gevestigd in Chili.

## Activiteiten
SQM is vooral actief in het noorden van Chili. Het is een belangrijke producent van kunstmest, jodium, lithium, kalium en zouten. Deze producten worden gebruikt in de landbouw, de gezondheidszorg en technologie, waaronder duurzame-energietoepassingen. In 2024 was ongeveer 20% van de totale omzet kunstmestgerelateerd, hetzelfde omzetaandeel had jodium en lithium maakte de helft van de omzet uit. De klanten zijn verspreid over de hele wereld en iets meer dan 90% van de omzet wordt buiten Chili gerealiseerd. 
In het noorden van Chili haalt SQM de grondstoffen via dagbouw uit sedimentair gesteente met calciumcarbonaat. Dit erts ligt in lagen van 40-400 centimeter dik vlak onder het maaiveld. Uit dit erts produceert SQM nitraten en jodium. Verder pompt het pekel vermengd met water op van 15-150 meter diepte onder het grootste zoutmeer van Chili, Salar de Atacama op zo'n 210 kilometer ten oosten van Antofagasta. Uit dit mengsel haalt SQM kaliumchloride, lithiumcarbonaat, lithiumhydroxide, kaliumsulfaat en boorzuur. Voor beide lithiumproducten zijn herlaadbare batterijen een grote en snelgroeiende afzetmarkt. De belangrijkste fabriek voor de verwerking, Salar del Carmen, staat op 15 kilometer ten oosten van Antofagasta en produceert zo'n 210.000 ton lithiumcarbonaat per jaar.

### Resultaten
De sterke groei van de resultaten in 2022 zijn vooral het gevolg van de stijging van de lithiumprijzen en hogere verkoopvolumes. In 2020 was het aandeel van lithium en daaraan gerelateerde producten nog zo'n 20% van de totale omzet, in 2022 was dit gestegen naar 75% en in 2024 weer gedaald naar 50%. In deze periode van drie jaar verdubbelde het verkoopvolume ruimschoots, maar in 2022 stegen de gerealiseerde prijzen ruim 450% ten opzichte van 2021. In 2024 daalde de prijs met 64% ten opzichte van 2023. In 2024 verkocht het bedrijf 205.000 ton aan lithiumproducten en had hiermee een aandeel van 17% in de wereldwijde productie.
| Jaar | Omzet           | Nettoresultaat  | Werknemers |
| Jaar | (× US$ miljoen) | (× US$ miljoen) | Werknemers |
| ---- | --------------- | --------------- | ---------- |
| 2010 | 1.830           | 387             | 4.327      |
| 2015 | 1.728           | 225             | 4.250      |
| 2020 | 1.817           | 168             | 5.507      |
| 2021 | 2.862           | 592             | 6.081      |
| 2022 | 10.711          | 3.914           | 6.479      |
| 2023 | 7.467           | 930             | 7.683      |
| 2024 | 4.529           | 692             | 8.344      |

## Geschiedenis
SQM is in 1968 opgericht, het was een joint-venture van Compañía Salitrera Anglo Lautaro S.A. (“Anglo Lautaro”) en CORFO, een staatsbedrijf. Anglo-Lautaro kreeg een aandelenbelang van 67,5% en de staat de resterende 37,5%. In 1971 verkocht Anglo Lautaro het hele belang aan CORFO en werd SQM een staatsbedrijf. In 1983 begon de staat aandelen te verkopen. SQM werd geprivatiseerd en de aandelen kregen een notering aan de Santiago Stock Exchange. Vanaf 1993 worden ook aandelen verhandeld op de New York Stock Exchange.
Vanaf 2005 werd het bedrijf meer internationaal actief. In dat jaar werd Kemira Emirates Fertilizer Company in Dubai overgenomen en een jaar later de jodiumactiviteiten van DSM. In 2008 richtte het een joint-venture op met Migao Corporation voor de productie van kaliumnitraat. In 2012 volgde de investering in nieuwe fabrieken voor de productie van wateroplosbare meststoffen in Brazilië, Peru en Zuid-Afrika. Er werd afscheid genomen van producten en activiteiten die niet meer pasten.
Vanaf begin 21e eeuw nemen de investeringen in lithium gerelateerde producten toe. In 2005 begon de productie van lithiumhydroxide in een fabriek in de omgeving van Antofagasta. In 2011 kwam een uitbreiding van de capaciteit tot 48.000 ton lithiumcarbonaat per jaar gereed.
In 2017 werd SQM partner in de joint venture met betrekking tot het Mount Holland lithiumproject bij Kwinana in West-Australië. Dit project betreft een mijn en fabriek voor de productie van 45.000 ton lithiumhydroxide per jaar. In 2019 nam Wesfarmers Limited het 50% belang van de oude joint venture partner over. In februari 2021 nam het bestuur van SQM het voorstel aan om US$ 700 miljoen te investeren in het Mount Holland project. De productie zal in 2024 opstarten en zal dan voldoende lithiumhydroxide produceren voor de batterijen van een miljoen elektrische auto's. In 2022 bereikten de fabrieken in Chili een jaarcapaciteit van zo'n 180.000 ton lithiumcarbonaat en 30.000 ton lithiumhydroxide.
In december 2018 verkocht Nutrien een aandelenbelang van 24% in SQM. De koper is Tianqi Lithium die US$ 4,1 miljard heeft betaald. De grootste aandeelhouder in SQM bleef de Argentijnse Pampa Group met iets meer dan een kwart van de aandelen. 
In mei 2024 werd de overname van Azure Minerals afgerond. In dit bedrijf heeft SQM een belang van 50% en de rest van de aandelen zitten bij de Australische partner Hancock. Het belangrijkste bedrijfsonderdeel van Azure Minerals is een 60% belang in het Andover lithiumproject in West-Australië. Op het moment van de koop zat het project nog in de exploratiefase. Op 31 mei 2024 tekende het bedrijf een contract met Codelco om samen de exploitatie van Salar de Atacama te doen tussen 2025 en 2060. In het contract staan afspraken over de uitbreiding van de capaciteit en vanaf 2031 zal Codelco de projectleiding overnemen van SQM.